# Capo Bird
Capo Bird è un promontorio che segna l'estremità nord dell'isola di Ross in Antartide. Fu scoperto nel 1841 da una spedizione britannica guidata da James Clark Ross e da lui chiamato in onore del tenente Edward J. Bird della nave HMS Erebus.
Di particolare interesse è il Rifugio Capo Bird (Cape Bird Hut), un rifugio costruito nel 1966 con il nome di Harrison Laboratory con lo scopo di dare un riparo ai ricercatori che lavorano a capo Bird. La capanna, che poteva ospitare sei persone, fu costruita alla base Scott durante l'inverno e successivamente trasportata in elicottero. Un nuovo rifugio venne poi ricostruito nel 1991 accanto a quello vecchio entrato nel frattempo nell'area della Valle New College, un'Area Specialmente Protetta dell'Antartide (codice ASPA 116).